# Palais de la Renaissance
Le palais de la Renaissance est la résidence officielle du président de la République centrafricaine.

## Situation géographique
Il se trouve dans le 1er arrondissement de Bangui, au pied de la colline de Gbazabangui et face au rond point PK zéro. Il s'agit à l'origine du palais du gouverneur de l'Oubangui-Chari ; puis, après l'indépendance en 1960, il devient le siège de la présidence de la République.

## Architecture
Le bâtiment d'origine pourvu de vérandas est construit de 1917 à 1920 par Victor Henri Sisson.
Le palais a été reconstruit pendant la période de pouvoir de Jean-Bedel Bokassa.